# الأجراس (صراع العروش)
«الأجراس» (بالإنجليزية: The Bells) هي الحلقة الخامسة من الموسم الثامن من المسلسل الفانتازي صراع العروش، والمُقتبس من سلسلة روايات أغنية الجليد والنار للمؤلف جورج ر. ر. مارتن، وهي الحلقة رقم 72 من المسلسل كَكُل. عُرضت الحلقة لأول مرة في 12 مايو 2019، على شبكة إتش بي أو المُنتجة للمسلسل، وكانت من كتابة ديفيد بينيوف، ودي. بي. وايس، ومن إخراج ميغيل سابوجنيك.
تعرض حلقة «الأجراس» المعركة النهائية للسيطرة على العرش الحديدي، حيث يبدأ جيش بقيادة دنيرس تارجارين هجومها على سيرسي لانستر وشعب كينجز لاندنج. في الحلقة، يخون تيريون لانستر فارس ويكشف عن خيانة فارس لدنِيرس؛ تم تحرير جايمي لانستر عن طريق تيريون؛ تسعى آريا ستارك وساندور كليجان «كلب الصيد» إلى الانتقام الشخصي؛ يستعد جون سنو لقيادة القوات البرية ضد جيش لانستر؛ والتنين دروجون، الذي ركبته دنِيرس، يحرق المدينة. تلقت الحلقة استجابة مستقطبة من النقاد والجماهير على حد سواء. أشاد النقاد بالحلقة من الناحية البصرية، بالإضافة إلى التمثيل والإخراج، لكنهم انتقدوا وتيرة القصة ومنطقيتها، بالإضافة إلى تعاملها مع شخصيات تيريون، وجايمي، وسيرسي، وغراي وورم، وفارس، وخاصة دنِيرس.
تلقت الحلقة أربعة ترشيحات لجائزة الإيمي برايم تايم، بما في ذلك أفضل ممثلة مساندة في مسلسل درامي للينا هيدي وتصميم الإنتاج المتميز لمسلسل خيالي، وفازت بجائزة أزياء الفنتازيا/الخيال العلمي المتميزة والمؤثرات البصرية الخاصة الرائعة.

## الإنتاج

### الكتابة
الحلقة كتبها ديفيد بينيوف ودي. بي. وايس.

### التصوير
الحلقة من إخراج ميغيل سابوجنيك. كانت هذه هي أخر حلقة له في المسلسل بشكل عام.[بحاجة لمصدر]
لتصوير الحلقة، تم إعادة إنشاء مدينة دوبروفنيك (البديلة لكينجز لاندنج) في الجزء الخلفي من مجموعة بلفاست الخاصة بهم. انتهى تصوير مشهد وفاة فارس في النهاية بسبعة أشهر مع استمرار هطول الأمطار تم تأجيل التصوير.
في صورة ترويجية للمشهد الذي يتعانق فيه جايمي وسيرسي في القلعة الحمراء، تظهر يده اليمنى بدلاً من الطرف الاصطناعي المعدني الذي تلقته الشخصية في الموسم الرابع. في الحلقة الفعلية، تظهر اليد المعدنية فقط. الخطأ في الصورة لفت الانتباه في ضوء خطأ كوب القهوة في الحلقة السابقة.

### الطاقم
تم اختيار لورا إلفينستون كواحدة من سكان كينجز لاندنج الذين ساعدوا آريا ستارك أثناء هجوم التنين على المدينة. يظهر لاعب الوسط في كرة القدم الأمريكية أرون رودجرز في حجاب في هذه الحلقة.

## الاستقبال

### التقييمات
شاهد الحلقة 12.48 مليون مشاهد في أول بث مباشر لها على شبكة إتش بي أو، متجاوزة حلقة «التنين والذئب» باعتبارها الحلقة الأكثر مشاهدة في المسلسل. وشاهد 5.9 مليون مشاهد إضافي على منصات البث المباشر، بإجمالي 18.4 مليون مشاهد.

### الاستجابة النقدية

#### بشكل عام
على موقع مجمع المراجعات روتن توميتوز، حصلت الحلقة على نسبة موافقة 49% بناءً على 109 مراجعات، بمتوسط تقييم 6.3/10. وجاء في إجماع النقاد: «الموت والدمار وتدهور صحة دنِيرس العقلية تجعل من «الأجراس» حلقة خالدة؛ لكن كثرة الأحداث في وقت قصير تُشوّش القصة وقد تجعل بعض المشاهدين يشعرون بأن خاتمتها غير مستحقة.» وهي ثاني أقل حلقة تقييمًا على موقع روتن توميتوز، بعد الحلقة الأخيرة «العرش الحديدي».
كتبت لينيكا كروز من مجلة ذا أتلانتيك أنها على الرغم من أنها وجدت المؤثرات البصرية «مذهلة» والتمثيل «رائع»، إلا أن هذه الحلقة كانت «أسوأ حلقة من صراع العروش على الإطلاق» لأن الحبكة كانت إما واضحة جدًا أو غير منطقية، حيث بدت المذبحة «إنكارًا غير مبرر للهوية التي قضت [دنِيرس] سنوات في بنائها لنفسها». أما إميلي فانديرويرف من فوكس، فقد وجدت الحلقة قاتمة وتفتقر إلى المنطق، لكنها أشادت بالمخرج ميغيل سابوجنيك «لروعة المؤثرات البصرية التي تجاوزت مشاهد المعركة». أشادت فانديرويرف بأداء الممثلين مثل مايسي ويليامز ولينا هيدي وبيتر دينكلاج وإميليا كلارك؛ وكتبت أن الأخيرين جعلا تصرفات شخصياتهما مقنعة حتى عندما كانت غير منطقية. كتب أليكس ماكليفي من إيه. في. كلوب أن الحلقة أظهرت بنجاح أن «فوضى الحرب تجعل منا جميعًا أشرارًا وضحايا»، مع «التقدم من الأمل المبهج إلى النهاية المأساوية [التي] يتم تنفيذها بمهارة من قبل المخرج ميغيل سابوجنيك» مع مشاهد معارك واسعة النطاق أُخرجت بشكل أفضل من «الليلة الطويلة».
كتب هيو مونتغمري من بي بي سي كالتشر أن شخصيات مثل تيريون وجيمي ودنِيرس وسيرسي «تم التضحية بها بشكل قاطع من أجل حبكة المسلسل المربكة»، وأن صراع العروش كان في السابق «مسلسلًا يُصوِّر عالمًا بلا معنى بذكاء»، لكنه أصبح الآن بلا معنى. صرّح فانديرويرف أن موت سيرسي وجيمي لم يُفكِّر فيه الكُتّاب كثيرًا، بل كان مجرد شيءٍ يُضاف إلى قائمة الأحداث. جادلت كيلي لولر من يو إس إيه توداي، قائلةً إن الحلقة تفتقر إلى الجوهر وكانت «كارثةً مُطلقة»، ورأت أن الدودة الرمادية ودنِيرس وفارس اتخذوا أفعالًا تتعارض تمامًا مع شخصياتهم.
كتب آلان سيبينوال من رولينغ ستون أن «العبقرية التقنية» للحلقة و«وضوح الصورة سهّلا رؤية مدى تشوش المسلسل، من ناحية السرد والشخصيات، في هذه المرحلة الحاسمة»، مع تحول العقارب من دقيقة إلى عديمة الفائدة، ونجاة يورون من دروجون ليخوض «معركة لا طائل منها مع جيمي»، وموقع معركة كليجاين «كليغانيبول» بدا غير متأثر بينما القلعة تنهار، ودخول جيمي بسهولة إلى القلعة الحمراء المسورة، وظهور «ما يبدو أنه مئات من الدوثراكي» على الرغم من موت معظمهم على ما يبدو في «الليلة الطويلة». كما قال لولر إن الكُتّاب «تخلوا عن قواعدهم (فجأة أصبحت العقارب عديمة الفائدة ويمكن لدروجون حرق كل شيء؟) سعيًا وراء المشاهد المثيرة».
انتقد العديد من النقاد إيقاع الأحداث؛ فكتب لولر أن الإيقاع بدأ متسرعًا، بينما قال سبنسر كورنهابر من مجلة ذا أتلانتيك إن المسلسل «يتجاوز علامات استفهام الحبكة بسرعة». كما رأى ويل بيدينغفيلد من مجلة وايرد أن المسلسل قد تسرع في حبكات الأحداث، معتبرًا وفاة فارِس خالية من الإثارة التي تميزت بها المواسم السابقة. وقالت سارة هيوز من صحيفة الغارديان إن الموسم الثامن عانى من مشاكل في الإيقاع، وأن هذا يعود إلى أن الموسم السابع عانى أيضًا من مشاكل في الإيقاع، مما جعل بقية المسلسل تبدو «مُحبطة ومُتسرِّعة».

#### تطور الشخصية الشريرة

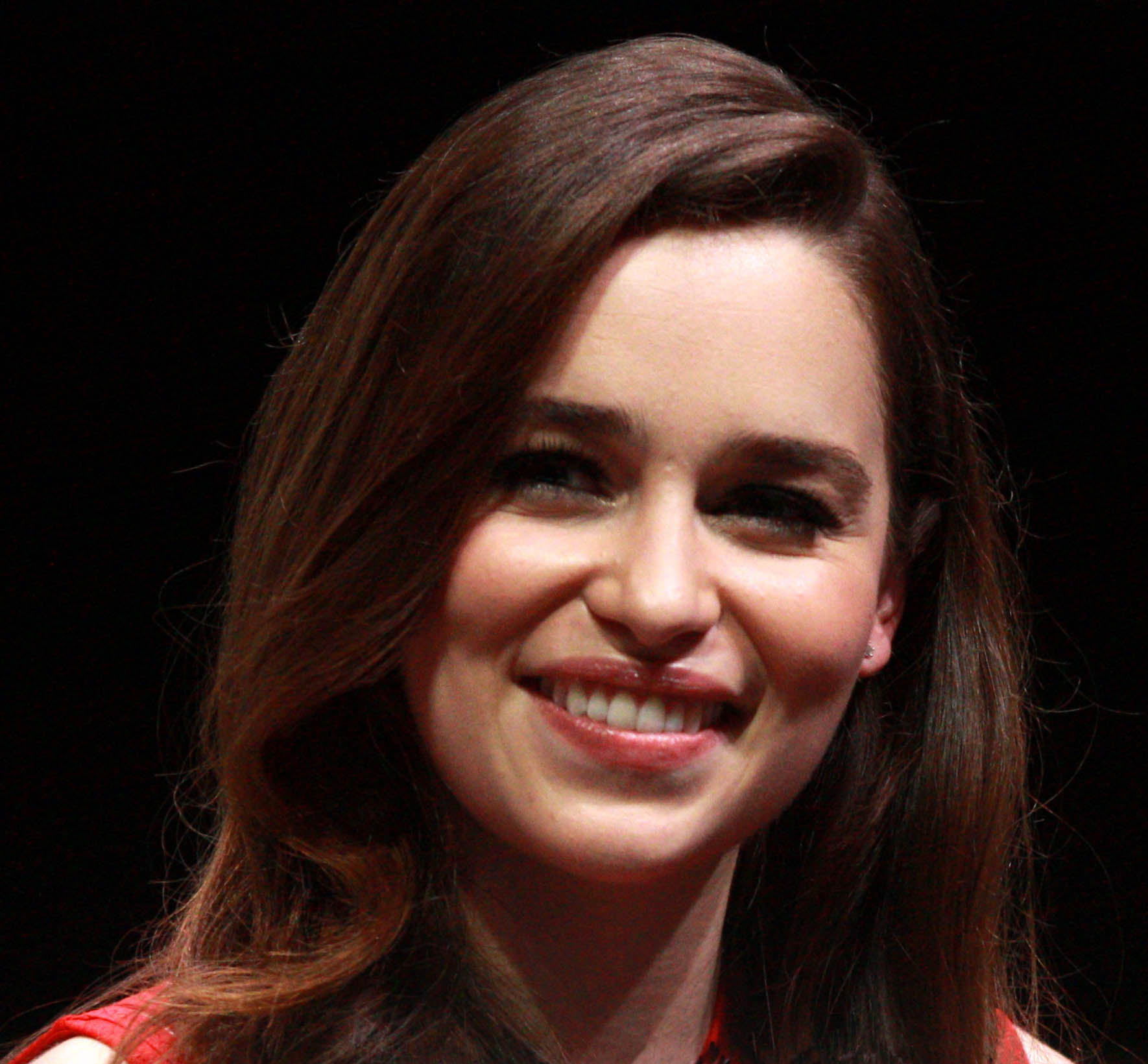
اعتبر النقاد عمومًا أن تحول دنيرس تارجارين (إميليا كلارك) إلى شخصية شريرة في هذه الحلقة غير مبرر.

تحوّل دنِيرس من بطلة إلى شريرة قوبل بانتقادات واسعة، حيث شعر العديد من النقاد والمعجبين أن هذا التحوّل لم يكن منطقيًا من ناحية السرد، خاصةً وأنها قُدّمت طيلة سبعة مواسم كبطلة ذات مبادئ أخلاقية، أو أن تنفيذه كان ضعيفًا وسريعًا للغاية. قال مايك هوجان من فانيتي فير أنه على الرغم من أن المسلسل كان واضحًا في أن دنِيرس لديها طباع حادة، «فقد رأيناها توازن بين هذا العنف والرحمة واللطف وفوق كل ذلك الدهاء». جادل زاك بوشامب من فوكس بأن قسوة دنِيرس السابقة كانت منطقية إلى حد ما لأنها قتلت أشخاصًا «ارتكبوا جرائم تستحق العقاب» ووالد سامويل تارلي وشقيقه لأنهم «رفضا الخضوع لحكمها»، ولكن لم يكن هناك سبب لملاحقة المدنيين الأبرياء. قال إنه على الرغم من أن المسلسل كان «يمهّد لتحوّل دنِيرس إلى الملكة المجنونة» وكان من الممكن أن ينجح هذا المسار، إلا أنه «نُفّذ بشكل فوضوي ومتسرع» و«شعرت وكأن دنِيرس تحوّلت إلى وحش فقط لأن المسلسل احتاج إلى أن تتحوّل إلى وحش، لا لأن تطوّر شخصيتها قاد إلى ذلك بشكل مدروس». قال سام آدامز من مجلة سلايت «لقد أمضى المسلسل وقتًا أطول بكثير في جعل داني بطلة» أكثر من بنائه لصورتها كملكة مجنونة.
كتب فريق ذا أتلانتيك أن: «صراع العروش كان بإمكانها أن يُظهر الواقع القاسي لصراع [دنِيرس] من أجل وِستروس دون أن تضع قرارَ ذبح الأبرياء مباشرة على عاتقها. وبدلاً من ذلك، صوّرت حلقة 'الأجراس' إحدى أكثر النقاط المحورية في الموسم الأخير على أنها ردّ فعل عاطفي من امرأة شابة مُتعبة، ووحيدة، ومرتابة.» كما انتقدت كاثرين فان أريندونك من مجلة فالتشر الحلقة «اعتمدت في النهاية على موضوع مبتذل وممل مثل 'ثم تصاب المرأة القوية المخيفة بالجنون'». وانتقدت إليانا دوكترمان من مجلة تايم تحليلات مستشاري دنِيرس على أنها تلعب أيضًا «على الفكرة المبتذلة للمرأة المجنونة المتعطشة للسلطة» ونصائح تيريون التي، برأيها، حالت دون أن تستولي دنِيرس على العرش الحديدي في وقت أبكر وبدماء أقل. قالت إنها فهمت فكرة إفساد السلطة «لشخصية بطولية مثل دنِيرس» ووقوع دنِيرس فريسة لعقدة المخلص، لكن المسلسل كان بحاجة إلى تطوير هذا التحوّل كما فعل مع تطوّرات شخصيات أخرى. ذكر آلان سيبينوال من رولينغ ستون أن انحدار دنيرس إلى الجنون هو تطور يتطلب «ما لا يقل عن نصف موسم آخر على الأقل بطول المواسم المعتادة لمسلسل صراع العروش حتى يبدو مستحقًا».
قال مايلز ماكنوت من إيه. في. كلوب أن المنحنى النهائي لدنِيرس يتلخص في جانبين – تطوّر القصة وتطوّر الشخصيات. قال إن إحراق دنِيرس لكينجز لاندنج طريقة منطقية وفعالة لإنهاء القصة على المستوى الموضوعي، مضيفًا أن «إعادة تشكيل بقية الحلقة هو إعادة صياغة مذهلة للعنف الذي ميز المسلسل». من ناحية الشخصيات، رأى أن الاختيار «أصعب بلا شك» لأنه قد يُوهم المرء بأن اختيار دنِيرس كان مجرد رد فعل تلقائي، بينما كان نابعًا من «مجموعة من التجارب الحياتية التي جعلتها تعتقد أن الحكم بالخوف هو السبيل الوحيد أمامها». وقال إن «الكتاب فشلوا في بناء البنية اللازمة [للتحول إلى شخصية شريرة]»، وكان بإمكانهم إبراز مصير دنِيرس كشريرة بشكل أفضل من خلال الإشارة إلى أشياء مثل نبوءتها في كارث. كما جادل دانيال داداريو من فارايتي بأنه من المنطقي أن تُحرق دنِيرس المدينة لأن «تكتيكاتها كانت دائمًا متجذرة في الهيمنة أكثر من التعاطف». جادل أندرو بروكوب من فوكس بأن التغيير في منحنى دنِيرس كان من المرجح أن يكون مخططًا له من قبل جورج ر. ر. مارتن منذ البداية، وصرح، «إذا انتهى صراع العروش بانتصار دنِيرس تارجريان بطريقة بطولية على العرش الحديدي، فلن يكون صراع العروش. هذا هو المسلسل الذي شهد موت نِد ستارك. هذا هو مسلسل الزفاف الأحمر. هذه هي النهاية التي كان يتجه إليها طوال الوقت.»
شعرت ألكسندرا أوغست، من سكرين رانت، أن «الأمر في النهاية يعود إلى تفسيرك لقصة داني، ومدى تأثير إيقاع الأحداث، والتنفيذ، والسياق الثقافي، إن وُجد أصلاً، على هذا التفسير». وتساءلت عن أسباب شعورها بأن المسلسل كان بإمكانه تحقيق قصة داني بشكل أفضل، مثل اختيار دنِيرس قتل سيرسي فقط، لكنها خلصت إلى أنه في النهاية، سيكون هناك شخص آخر يدفعها إلى حافة الهاوية بغض النظر عن ذلك. كما ذكرت ميغان غاربر من مجلة ذا أتلانتيك أن «هناك طرقًا عديدة لتفسير» قرار دنِيرس بحرق المدينة، وقالت إنه ربما كان جنون آل تارجارين الذي استقر فيها، أو قسوتها التي سيطرت عليها، أو «تعديل مجنون» من قبل الكُتّاب، أو قرار «بأن بعض الأبرياء يجب أن يموتوا في الحاضر حتى يتمكن الكثيرون من العيش بسلام في المستقبل،» أو ربما أن دنِيرس «بعد أن فقدت مؤخرًا تنينها الثاني والولاء الواضح لأولئك الذين بقوا في مدارها، فقد أجرت ببساطة حسابًا مباشرًا حول السلطة وما يتطلبه الحصول عليها». وقالت غاربر إن «الغموض أداة قوية في سرد القصص»، ولكن «من الصعب أيضًا استخدامها بشكل جيد»، وأن «داني منقذة، وداني وحش، ومن المستحيل معرفة أين ينتهي أحدهما ويبدأ الآخر». بالنسبة لغاربر، فإن هذا الغموض جعل تصرفات دنِيرس أكثر فظاعة لأن المنطق لن ينتصر دائمًا و«العدالة لا تنقذ الموقف دائمًا».
عزا منتجا المسلسل، ديفيد بينيوف ودي. بي. وايس، قرار دنِيرس بإحراق المدينة إلى فقدانها معظم أصدقائها ومستشاريها، وفقدان ثقتها بجون سنو، ورغبتها في استعادة الوطن الذي بنته عائلتها. وقال بينيوف حقيقة أن جون لم يعد قادرًا على مبادلتها مشاعرها بسبب رابطة الدم بينهما كانت عاملًا مؤثرًا أيضًا. أما وايس فقال: «أعتقد أنه عندما تقول: 'فليكن الخوف'، فهي تُسلّم بحقيقة أنها قد تضطر لإنجاز الأمور بطريقة غير مُرضية». وأضاف بينيوف أن الجانب القاسي من دنِيرس كان موجودًا دائمًا، وأنه «لو لم تخنها سيرسي، ولو لم تعدم ميسانداي، ولو لم يخبرها جون بالحقيقة [...] لو حدثت كل هذه الأمور بطريقة مختلفة، فلا أعتقد أننا كنا سنرى هذا الجانب من دنِيرس تارجريان». قالت إميليا كلارك: «كل شيء قادها إلى هذه اللحظة، وها هي الآن، وحيدة.» أعربت فان أريندونك عن خيبة أملها من تفسير وايس وبينيوف لأفعال دنِيرس بأنها نابعة من عواطفها، بدلًا من «منطقٍ مُلتويٍّ ومتعاطف». كما انتقدت إيما باتي من مجلة كوزموبوليتان ردّ القائمين على المسلسل، قائلةً: «بالتأكيد، تمامًا. من الطبيعي أن تُنهي المرأة حياة آلاف الأبرياء لمجرد أن والدها فعل الشيء نفسه، مع أنها أصرت طوال المسلسل على ألا تُصبح مثله. منطقي جدًا!».

### الجوائز والترشيحات
| العام | الجائزة                                  | الفئة                                                              | الترشيح(ات) | النتيجة | م.     |
| ----- | ---------------------------------------- | ------------------------------------------------------------------ | --- | ------- | ------ |
| 2019  | جوائز الإيمي برايم تايم                  | جائزة إيمي لأفضل ممثلة مساعدة في مسلسل درامي                       | لينا هيدي | رُشِّح     | [ 35 ] |
| 2019  | جوائز الإيمي برايم تايم للفنون الإبداعية | أزياء فانتازيا/خيال علمي متميزة                                    | ميشيل كلابتون، وإيما أولوفلين، وكيت أوفاريل | فوز     | [ 36 ] |
| 2019  | جوائز الإيمي برايم تايم للفنون الإبداعية | أفضل تصميم إنتاجي لبرنامج درامي تاريخي أو خيالي (مدة ساعة أو أكثر) | ديبورا رايلي، بول غيرارداني، وروب كاميرون | رُشِّح     | [ 36 ] |
| 2019  | جوائز الإيمي برايم تايم للفنون الإبداعية | أفضل مؤثرات بصرية خاصة                                             | جوائز إيمي للفنون الإبداعية في وقت الذروة: جو باور، ستيف كولباك، آدم تشازن، سام كونواي، محسن موسوي، مارتن هيل، تيد راي، باتريك تيبيريوس جيلين، وتوماس شيلسني | فوز     | [ 36 ] |

## وصلات خارجية
- الأجراس على موقع IMDb (الإنجليزية)
- الأجراس على موقع ميتاكريتيك (الإنجليزية)
- الأجراس على موقع روتن توميتوز (الإنجليزية)